# Cirrus fibratus
Cirrus fibratus is een wolkensoort en is onderdeel van een internationaal systeem om wolken te classificeren naar eigenschap volgens de internationale wolkenclassificatie. Cirrus fibratus komt van het geslacht cirrus, met als betekenis krul van het haar en de term fibratus komt van draadvormig of vezelig. De cirrus fibratus hoort bij de familie van hoge wolken.
De Cirri fibrati ontstaan altijd doordat fijne ijskristallen door de wind worden meegenomen en zich achter elkaar vormen. Bij de Cirrus fibratus overheerst de horizontale beweging van de wind, waardoor ze draadachtig zijn, en niet (zoals de Cirrus uncinus) haakvormig.
De Cirrus fibratus is de meest voorkomende vorm van cirrus en algemener dan de Cirrus uncinus. Je ziet niet vaak bijna kaarsrechte draden, want meestal zijn ze veel korter en liggen ze ook niet keurig evenwijdig aan elkaar.
Soms kan men Cirri fibrati nog verder indelen, naar ondersoort. De ondersoorten van de Cirrus fibratus zijn:
- Intortus
- Radiatus
- Vertebratus
- Duplicatus